# Bojonglor
Bojonglor is een bestuurslaag in het regentschap Pekalongan van de provincie Midden-Java, Indonesië. Bojonglor telt 2155 inwoners (volkstelling 2010).